# Морган, Дейв
Дейв Мо́рган (англ. Dave Morgan, 7 августа 1944, Шептон-Моллет, Сомерсет — 9 ноября 2018) — британский автогонщик, участник чемпионата мира 1975 года по автогонкам в классе Формула-1.

## Биография
В 1965 году дебютировал в автогонках, выступая на автомобиле «Мини». В 1970 году перешёл в «Формулу-3», где в конце сезона 1970 года после гонки в Кристал Пэлас был дисквалифицирован на год за опасную езду, приведшую к столкновению с Джеймсом Хантом. В 1971 году, не имея по этой причине возможности выступать в «Формуле-3», перешёл в «Формулу-Атлантик». В 1972 году дебютировал в чемпионате Европы Формулы-2, выиграл первую же гонку, в которой участвовал. За два года в «Формуле-2» ещё шесть раз финишировал в зачётной шестерке. В 1974 году вернулся в «Формулу-Атлантик», принял участие в Гран-при Великобритании 1975 года, где сошёл с трассы за шесть кругов до финиша, но был классифицирован на 18 месте. По окончании сезона 1975 года завершил гоночную карьеру и появлялся в гонках лишь изредка. В начале 1990-х годов работал гоночным инженером Эрика ван де Поэле, позже в этом же качестве участвовал в мексиканских юниорских гоночных чемпионатах и команде CART «Пэйтон-Койн Рэйсинг».

## Результаты гонок в Формуле-1
| Легенда к таблице |                                                                    |
| --- | ------------------------------------------------------------------ |
| В таблице перечислены результаты всех Гран-при Формулы-1, в которых принимал участие гонщик. Строками таблицы являются сезоны, столбцами — этапы чемпионата мира. В каждой клетке указаны сокращённое название этапа и результат, дополнительно обозначенный цветом. Расшифровка обозначений и цветов представлена в нижеследующей таблице. |                                                                    |
| \| Пример \| Описание \| \| ------------ \| ------------------------------------------------------------------ \| \| 1 \| Победитель \| \| 2 \| Второе место \| \| 3 \| Третье место \| \| 5 \| Финишировал, заработав очки \| \| Сход \| Не финишировал, но при этом заработал очки \| \| 12 \| Финишировал, не получив очков \| \| НКЛ \| Финишировал, но не попал в финальную классификацию \| \| 15 \| Участвовал вне зачёта, либо по отдельной классификации \| \| 18 \| Не финишировал, но попал в финальную классификацию \| \| Сход \| Не финишировал \| \| НКВ \| Не прошёл квалификацию \| \| НПКВ \| Не прошёл предквалификацию \| \| ДСК \| Дисквалифицирован \| \| ИСК \| Исключён из протокола соревнований \| \| ТТ \| Заявлен для участия только в тренировках \| \| НС \| Участвовал в квалификации, но не стартовал в гонке \| \| Т \| Травмирован или болен \| \| ОТК \| Отказ от участия \| \| НТР \| Прибыл на соревнования, но на трассу не выезжал \| \| НПР \| Был заявлен в числе участников, но не прибыл к началу соревнований \| \| О \| Соревнования отменены \| \| \| Не участвовал \| \| Поул-позиция \| \| \| Быстрый круг \| \| |                                                                    |
| Пример | Описание                                                           |
| 1 | Победитель                                                         |
| 2 | Второе место                                                       |
| 3 | Третье место                                                       |
| 5 | Финишировал, заработав очки                                        |
| Сход | Не финишировал, но при этом заработал очки                         |
| 12 | Финишировал, не получив очков                                      |
| НКЛ | Финишировал, но не попал в финальную классификацию                 |
| 15 | Участвовал вне зачёта, либо по отдельной классификации             |
| 18 | Не финишировал, но попал в финальную классификацию                 |
| Сход | Не финишировал                                                     |
| НКВ | Не прошёл квалификацию                                             |
| НПКВ | Не прошёл предквалификацию                                         |
| ДСК | Дисквалифицирован                                                  |
| ИСК | Исключён из протокола соревнований                                 |
| ТТ | Заявлен для участия только в тренировках                           |
| НС | Участвовал в квалификации, но не стартовал в гонке                 |
| Т | Травмирован или болен                                              |
| ОТК | Отказ от участия                                                   |
| НТР | Прибыл на соревнования, но на трассу не выезжал                    |
| НПР | Был заявлен в числе участников, но не прибыл к началу соревнований |
| О | Соревнования отменены                                              |
| | Не участвовал                                                      |
| Поул-позиция |                                                                    |
| Быстрый круг |                                                                    |

| Сезон | Команда | Шасси        | Двигатель | Ш | 1   | 2   | 3   | 4   | 5   | 6   | 7   | 8   | 9   | 10     | 11  | 12  | 13  | 14  | Место | Очки |
| ----- | ------- | ------------ | --------- | - | --- | --- | --- | --- | --- | --- | --- | --- | --- | ------ | --- | --- | --- | --- | ----- | ---- |
| 1975  | Сёртис  | Surtees TS16 | Cosworth  | G | АРГ | БРА | ЮАР | ИСП | МОН | БЕЛ | ШВЕ | НИД | ФРА | ВЕЛ 18 | ГЕР | АВТ | ИТА | США | —     | 0    |